# عقيدة الصدمة: صعود رأسمالية الكوارث (كتاب)
عقيدة الصدمة: صعود رأس مالية الكوارث (بالإنجليزية عقيدة الصدمة: صعود رأسمالية الكوارث) هو كتاب للمؤلفة الكندية ناعومي كلاين صدر سنة 2009. يمكن اعتبار هذا الكتاب الموسوعي الضخم أهم ما صدر عن السياسات الاقتصادية والاجتماعية المطبقة من قبل المؤسسات والدول الكبري في العالم منذ ثلاثين عاما، وخاصة منذ انهيار الاتحاد السوفياتي وإلى الآن. وفي هذا الكتاب، تشرح نعومي كلاين أسطورة انتصار اقتصاد السوق الحرة عالميًا بطريقة ديمقراطية، وتكشف أفكار ومسارات المال، وخيوط تحريك الدمى وراء أزمات وحروب غيّرت العالم في العقود الأربعة الأخيرة  وتسمي الكاتبة هذه السياسات بسياسة «المعالجة بالصدمة». وتشرح ما جرى في البلدان التي تعرضت للعلاج بعقيدة الصدمة، كما تُشرح تأثير سياسات صبيان مدرسة شيكاغو(اقتصاد), على الدول التي طبقتها، سياسياً واجتماعياً، من إندونيسيا سوهارتو إلى تشيلي والأرجنتين والبرازيل ثم روسيا وشرق آسيا وصولاً إلى العراق حيث يقوم مذهب رأسمالية الكوارث على استغلال كارثة، سواء كانت انقلاباً، أم هجوماً إرهابيا، أم انهياراً للسوق، أم حرباً، أم تسونامي، أم إعصارا، من أجل تمرير سياسات اقتصادية واجتماعية يرفضها السكان في الحالة الطبيعية 

## أقسام الكتاب
1. القسم الأول: طبيبان اثنان للصدمة
2. القسم الثاني: الاختبار الأول
3. القسم الثالث: البقاء في ظل الديموقراطية
4. القسم الرابع: لقد ضعنا في المرحلة الانتقالية
5. القسم الخامس: الأوقات الصادمة
6. القسم السادس: العراق، الحلقة المكتملة
7. القسم السابع: المنطقة الخضراء القابلة للنقل

## مفهوم الصدمة
مبدأ الصدمة هو رؤية طموحة للتاريخ الاقتصادي في الخمسين عامًا الماضية، ولصعود أصولية السوق الحرة إستراتيجية الصدمة أو عقيدة الصدمة هو أسلوب للتلاعب تستخدمه الحكومات والإعلام لخصخصة التعليم والمنافع العامة التي يملكها الشعب ورفع الرقابة على الأسواق استجابة لسياسات الرأسمالية العالمية، الجزء الأكثر فاعلية في هذا التلاعب يهدف إلى وضع الناس في حالة صدمة سيعانون بعدها من الرهبة وفقدان القدرة على الحركة وفي هذه الحالة سيصبحون عاجزين على التفاعل لمواجهة إعتداء وحشي محتمل أن تتعرض له حقوقهم 
نشأت عقيدة الصدمة في الخمسينيات من القرن العشرين في مجال الطب النفسي فقد تعاونت وكالة الاستخبارات الأميركية مع الطبيب النفسي الكندي البارز أيوين كاميرون دونلد أيوين كامرون
ومولت أبحاثه عن استخدام الصدمة الكهربائية على أدمغة المرضى النفسيين بهدف تحويل أدمغتهم إلى صفحة بيضاء لإعادة كتابة المعلومات الملائمة عليها. كان كاميرون يعتقد أن ثمة عاملين مهمين يتيحان لنا الحفاظ على إدراكنا البيانات الحسية التي ترد لنا باستمرار، والذاكرة. لذلك حاول إلغاء الذاكرة بواسطة الصدمات الكهربائية والمهلوسات، وحاول إلغاء البيانات الحسية بواسطة العزل التام. وهنا نصل إلى طبيب الصدم الاقتصادي ميلتون فريدمان. ,
- فريدمان والعلاج بالصدمة الاقتصاديه:

ارتبط اسم ميلتون فريدمان ميلتون فريدمان
بقسم العلوم الاقتصادية بجامعة شيكاغو التي لعبت دوراً يتجاوز دورها كجامعة، بل كان هذا القسم مدرسة للفكر المحافظ، ومقراً للمعادين للكينزية، وللتدخل الحكومي، والداعين لحرية مطلقة للأسواق.
في إحدى مقالاته الأكثر تأثيرًا، صاغ فريدمان العقار السري التكتيكي للرأسمالية المعاصرة؛ وهو ما فهمت كلاين أنه “مبدأ الصدمة”. يرى فريدمان أن “الأزمات فقط، حقيقية أو متصورة، تنتج تغيرًا حقيقيًا”؛ فعند وقوع كارثة تُعتمد الإجراءات التي يتم اتخاذها بناء على الأفكار المتاحة؛ حيث يقوم بعض الناس بتخزين سلع معلبة ومياه استعدادًا لكوارث كبرى؛ بينما يخزّن أتباع فريدمان أفكار السوق الحرة. بوقوع الأزمة، نجد فريدمان مقتنعًا بضرورة التحرك سريعًا، لفرض تغيير دائم قبل عودة المجتمع الذي اجتاحته الأزمة إلى “شدة وطأة ظروف ما بعد الكارثة”؛ وهو تنويع على نصيحة مكيافيلي بوجوب إيقاع “الأضرار كلها مرة واحدة”.
يؤكد الكتاب أن السياسات الاقتصادية النيوليبرالية: الخصخصة، وتحرير التجارة، وخفض الإنفاق الاجتماعي؛ التي فرضتها مدرسة شيكاغو
ومنظّرها ميلتون فريدمان عالميًا كانت سياسات كارثية. ولأن نتائجها وخيمة وتؤدي للكساد وتفاقم الفقر، ونهب الشركات الخاصة للمال العام، فإن وسائلها الكارثية تعتمد على الاضطرابات السياسية والكوارث الطبيعية والذرائع القسرية لتمرير “إصلاحات” السوق الحرة المرفوضة شعبيًا. تؤرخ كلاين لهذه الكوارث، التي تتضمن برامج لمدرسة شيكاغو أطلقتها انقلابات عسكرية بأميركا الجنوبية؛ والبيع المعيب لاقتصاد الدولة في روسيا عقب انهيار الاتحاد السوفيتي.

## تقهقر الصدمة
الفصل الأخير تخصصه الكاتبة لما تسميه ارتداد عقيدة الصدمة على مخترعيها فالشعوب بدأت تستيقظ. ترافق نعي ميلتون فريدمان أواخر 2006 بالتفكير بأن رحيله مؤشر إلى نهاية عصر.
وبدأت التساؤلات عن مصير الحركة التي أطلقها، فالمحافظون الجدد تلامذة فريدمان ومطلقو رأسمالية الكوارث خسروا الانتخابات النصفية في الكونغرس، وكان ذلك بسبب فشل مشروع احتلال العراق، وبدأت ملامح ثورة مضادة ضد الفريدمانية واضحة في المخروط الجنوبي أول من طبقت عليه هذه السياسة، فقد فاز إيفوموراليس في انتخابات الرئاسة في بوليفيا ليصبح ثاني رئيس في أميركا اللاتينية يحمل برنامجاً اجتماعياً بعد الرئيس شافيز في فنزويلا
لقد بدأ ينحسر مفعول الصدمة وتعطلت عقيدة الصدمة فنهضت الشعوب في الأرجنتين والبرازيل وتشيلي وباقي دول أميركا اللاتينية. وامتدت الثورة المضادة للفريدمانية إلى بولندا وروسيا.

## وصلات خارجية
- عقيدة الصدمة: صعود رأسمالية الكوارث (كتاب) على موقع الموسوعة البريطانية (الإنجليزية)
- عقيدة الصدمة: صعود رأسمالية الكوارث (كتاب) على موقع الموسوعة البريطانية (الإنجليزية)

- وثائقي: عقيدة الصدمة